# Juan Villa
Juan Felipe Villa Ruiz (El Bagre, Antioquia; 10 de octubre de 1999) es un futbolista colombiano. Juega de centrocampista y su equipo actual es el Al-Ahli de la Liga Premier de Baréin.

## Trayectoria
Como juvenil jugó por el Club Deportivo Estudiantil y el Club Deportivo Sellos Colombianos. Además formó parte de la selección juvenil de Antioquia.
Llegó al Gil Vicente en la temporada 2017-18 y se integró en el equipo juvenil. Realizó su debut como profesional el 12 de agosto de 2018 en la primera fecha del Campeonato de Portugal ante el F. C. Vizela anotando el único gol del partido.
Villa debutó el 22 de septiembre de 2019 en la Primeira Liga en el empate 0-0 contra el Boavista F.C. Anotó su primer gol esa temporada el 25 de septiembre de 2019 al Portimonense en la Copa de la Liga de Portugal.
El 9 de enero de 2020 fue cedido al AD Fafe hasta final de temporada.
Para 2024, fue cedido al Envigado FC.

## Estadísticas
Actualizado al último partido disputado el 27 de octubre de 2023.
| Club                       | Div.          | Temporada     | Liga  | Liga  | Copas nacionales | Copas nacionales | Copas internacionales | Copas internacionales | Total | Total |
| Club                       | Div.          | Temporada     | Part. | Goles | Part.            | Goles            | Part.                 | Goles                 | Part. | Goles |
| -------------------------- | ------------- | ------------- | ----- | ----- | ---------------- | ---------------- | --------------------- | --------------------- | ----- | ----- |
| Gil Vicente Portugal       | 3.ª           | 2018-19       | 33    | 6     | 2                | 0                | —                     | —                     | 35    | 6     |
| Gil Vicente Portugal       | 1.ª           | 2019-20       | 1     | 0     | 1                | 1                | —                     | —                     | 2     | 1     |
| Gil Vicente Portugal       | Total club    | Total club    | 34    | 6     | 3                | 1                | 0                     | 0                     | 37    | 7     |
| Fafe Portugal              | 3.ª           | 2019-20       | 8     | 0     | —                | —                | —                     | —                     | 8     | 0     |
| Fafe Portugal              | Total club    | Total club    | 8     | 0     | 0                | 0                | 0                     | 0                     | 8     | 0     |
| Berço Portugal             | 3.ª           | 2020-21       | 8     | 2     | —                | —                | —                     | —                     | 8     | 2     |
| Berço Portugal             | Total club    | Total club    | 8     | 2     | 0                | 0                | 0                     | 0                     | 8     | 2     |
| Apollon Larissa · Grecia   | 2.ª           | 2021-22       | 29    | 3     | —                | —                | —                     | —                     | 29    | 3     |
| Apollon Larissa · Grecia   | Total club    | Total club    | 29    | 3     | 0                | 0                | 0                     | 0                     | 29    | 3     |
| América de Quito · Ecuador | 2.ª           | 2023          | 34    | 10    | 0                | 0                | —                     | —                     | 34    | 10    |
| América de Quito · Ecuador | Total club    | Total club    | 34    | 10    | 0                | 0                | 0                     | 0                     | 34    | 10    |
| Total carrera              | Total carrera | Total carrera | 113   | 21    | 3                | 1                | 0                     | 0                     | 116   | 22    |
| 1.                         |               |               |       |       |                  |                  |                       |                       |       |       |